# 大ムフティー
大ムフティー（アラビア語: مفتي عام）とはスンナ派のイスラム教国におけるイスラーム法に関わる官吏の最高位者に対する称号である。
イスラム教の宗教指導者となるムフティーの最高位となる立場に当たる。

## エルサレム
- アミーン・フサイニー

## サウジアラビア
スンナ派の系統に属するワッハーブ派でも用いられており、サウジアラビアにおいては最高法官、最高ウラマー会議議長、ファトワー局長官を兼任する要職についている。
- アブドゥル・アズィーズ・ビン・アブドゥッラー・ビン・バーズ
- アブドルアジズ・アール＝アッシャイフ

## エジプト
- アリー・ゴマア
- シャウキー・イブラーヒーム・アブドゥルカリーム